# Оберварт (округ)
Оберварт (нім. Bezirk Oberwart) — округ в Австрії. Центр округу — місто Оберварт. Округ входить до складу федеральної землі Бургенланд. Займає площу 732,62 км². Населення 53 365 чоловік.

## Адміністративні одиниці
1. Айзенберг-ан-дер-Пінка
2. Бад-Тацмансдорф
3. Бадерсдорф
4. Бернштайн
5. Вайден-бай-Рехніц
6. Віллерсдорф
7. Вісфлек
8. Вольфау
9. Ганнерсдорф
10. Графеншахен
11. Гроспетерсдорф
12. Дойч-Шютцен-Айзенберг (громада)
13. Драйхюттен
14. Зульцрігель
15. Йорманнсдорф
16. Кеметен
17. Кофідіш
18. Літцельсдорф
19. Лойперсдорф-Кіцладен (громада)
20. Кіцладен
21. Лойперсдорф-ім-Бургенланд
22. Маріасдорф
23. Маркт-Алльгау
24. Маркт-Нойходіс
25. Мішендорф
26. Нойгаус-ін-дер-Варт
27. Нойштіфт-ан-дер-Лафніц
28. Оберварт
29. Обердорф-ім-Бургенланд
30. Обершютцен
31. Пінкафельд
32. Редльшлаг
33. Реттенбах
34. Рехніц
35. Рідлінгсдорф
36. Ротентурм-ан-дер-Пінка
37. Таухен
38. Унтерварт
39. Унтеркольштеттен
40. Шандорф
41. Шахендорф
42. Шмідрайт
43. Штадтшлайнінг
44. Ябінг

Біля міста Штадтшлайнінг лежить замок Шлайнінг.

## Населення
Населення округу за роками за даними статистичного бюро Австрії

## Виноски
- Офіційна сторінка(нім.)